# Graçay
Graçay je naselje in občina v osrednjem francoskem departmaju Cher regije Center. Leta 1999 je naselje imelo 1.562 prebivalcev.

## Geografija
Kraj leži v pokrajini Berry ob reki Fouzon, 46 km zahodno od Bourgesa.

## Uprava
Graçay je sedež istoimenskega kantona, v katerega so poleg njegove vključene še občine Dampierre-en-Graçay, Genouilly, Nohant-en-Graçay, Saint-Georges-sur-la-Prée in Saint-Outrille s 3.652 prebivalci.
Kanton Graçay je sestavni del okrožja Vierzon.

## Zanimivosti
- cerkev sv. Martina iz 12. stoletja,
- notredamska cerkev iz 19. stoletja,
- château de Coulon iz 16. stoletja,
- ostanki srednjeveških okopov,
- dolmen  "Pierre Levée" oz. "Grosse Pierre".